# Naczyniakowłókniak
Naczyniakowłókniak (angiofibroma) to łagodny guz, stanowiący część obrazu klinicznego mnogiej gruczolakowatości wewnątrzwydzielniczej typu 1. Guzki Pringle'a charakterystyczne dla stwardnienia guzowatego, błędnie określane jako adenoma sebaceum, histologicznie również należą do angiofibroma.
Włókniak młodzieńczy nosogardła (angiofibroma juvenile) ma odmienny przebieg kliniczny.

Przeczytaj ostrzeżenie dotyczące informacji medycznych i pokrewnych zamieszczonych w Wikipedii.